# بوريليا مايونية
بوريليا مايونية (بالإنجليزية: Borrelia mayonii)‏ هي نوع من البكتيريا،  تتبع البوريليا.